# 圓
圓（えん、げん、韓国語：ウォン(Won)、ドル、ポルトガル語：パタカ(Pataca)、モンゴル語：トゥグルク(Төгрөг, Tukhrik)）は、東アジアの各国において使用されている通貨の単位である。なお「圓」は元来、「まる」を意味する文字で、日本における「円」の旧字体である。現在では各国において通貨単位は「円」、「圆」、「元」、「원」の文字が使用され、現在でも貨幣面に「圓」を用いているのは繁体字を標準字体とする台湾、香港および澳門である。
「圓」の文字は中華人民共和国では「圆」（Yuan）と簡略化されるようになった。韓国のウォン（ハングル：원、ローマ字：Won）は過去には漢字で「圓」と書いたが、一時期に「圜」（ファン、ハングル：환、ローマ字：Hwan）に変えた。その後ウォンに回帰したものの、現在は公式的に漢字の「圓」を廃棄してハングル・漢字交じり文にもハングルで書く。台湾ドル、香港ドルおよびマカオ・パタカは現在でも「圓」の文字が使用されている。
ちなみに現代の漢字文化圏という観点から見ると、中華人民共和国（圆・元）、台湾（圓）、香港（圓）、澳門（圓）、日本（円）、韓国（원）、北朝鮮（원）までは、本質的には「圓」という名称を共有しているが、これらに対し、ベトナムの通貨単位はドン（đồng）であり、これは「銅」の漢字音であるため、これのみ表記はもとより語としても「圓」に由来していない。

## メキシコドルの流入
中国においては古来から銅銭が通貨として広く用いられてきたが、経済の拡大、あるいは産銅不足から銅銭のみによる取引に限界が生ずるようになった。宋・元以後には紙幣や銀（銀地金や銀製品）が通貨の代わりに用いられるようになり、明・清においても銅銭は引続き併行流通したものの、銀錠と呼ばれる秤量貨幣が通貨の主導的な地位を占めるようになった。
18世紀になると絹織物や茶の代価として、スペインおよびその植民地であったメキシコから多量のメキシコドルなどの大型銀貨が流入するようになり、「銀圓」と呼ばれて中国国内でも広く流通した。銀圓は従来の銀錠に対し、メキシコドルが円形の銀貨であったことに由来する。メキシコは漢字で「墨西哥」と表記され、メキシコドルは「墨銀」とも呼ばれた。また当初は南蛮から流入したことを意味する「番銀/蕃銀」や、デザインおよび英（イン）と同じ発音である「鷹」から「鷹洋」の呼称もあった。
日本においてもアメリカ合衆国の開港要求に応じた結果、1859年7月から、日本国内外の金銀比価の違いにより小判が多量に流出すると云う通貨問題が生じ、代わりに多量のメキシコドルが流入した。
ヘラクレスの柱を描いたピラードルとも呼ばれるスペインドルはスペイン王カルロス1世の命により1535年に鋳造が始まり、1821年にはメキシコが独立し、1823年からは鷲を描いたメキシコドルが発行された。特にメキシコドルは1903年までに総鋳造量が約35億5000ドルに達し、世界の流通市場を圧倒した。メキシコドルは量目27.07グラム、品位90.3%であり、スペインドルもほぼ同様であった。

## 圓とドル
ドルの起源はターラーであるとされるが、アメリカの1ドル銀貨はメキシコドルに基づくもので、量目、銀品位もほぼ等しくつくられた。また東アジアにおいてはドルを漢字「圓」で表記したのであり、圓、ドル共に元をたどれば起源を同じくするもので、19世紀後半において圓、ドルは国際通貨であった。しかし300年以上に亘る流通と、圧倒的な鋳造量を誇るメキシコドルに対し、歴史の浅いアメリカ、香港および日本などの銀貨は市民権が容易には得られず市場において若干の増歩を要求される始末で、アメリカおよび日本は量目を420グレーン（27.216グラム）と若干増量した貿易銀を発行して対抗したが成功には至らなかった。
19世紀ごろまでは世界各国において銀本位制が主流であったが、1821年にはイギリス、1873年からはアメリカ、ドイツ帝国、1876年からはフランスと欧米各国が相次いで金本位制へ移行した。日本も名目上は1871年から金本位制を敷いていたが、金準備の絶対的不足、金貨の国外流出から金本位制はほとんど機能せず、1878年からは貿易一圓銀貨を事実上の本位貨幣とし、事実上、他の東アジア諸国と並ぶ銀本位制となっていた。
その後、世界的な銀の増産、各国の銀本位制からの離脱は金高銀安を招き、19世紀終盤には銀本位制であった東アジア諸国の圓は、米ドルなど金本位制の通貨に対し相対的に下落した。
中国および台湾では、米ドルは「美圓（美元）」、ユーロは「欧圓（欧元、歐羅）」などと表記される。

## 香港
清国では1696年に広州がイギリスとの貿易地として事実上開港され、1757年には公認の開港地となった。主にイギリスとの貿易においてメキシコドルが多量に流入し華南一帯で流通するようになった。
アヘン戦争の結果、1842年8月29日に南京条約において香港がイギリスに割譲されることとなった。1864年にイギリスは香港に造幣局を設立し、1866年から量目416グレーン（26.957グラム）、品位90%の一圓銀貨（1ドル銀貨）の製造を始めた。これは表面に「壹圓」および「ONE DOLLAR」と額面が表記され「香洋」と呼ばれた。しかしながら多量に流通しているメキシコドルに対し、この一圓銀貨は市民権を得ることなく増歩まで要求される始末であったため1868年には製造停止、造幣局も閉鎖に追い込まれた。発行枚数は僅か2,108,054枚にとどまるものであった。このときの造幣局長であったキンドルは、後に設立された日本の造幣寮の首長となり、不要となった造幣機械も日本へ売却移送された。
やがてイギリスは東洋との貿易において様々な種類の大型銀貨が混在流通する中、植民地におけるイギリスの信用を確立するため、1895年から貿易取引専用の貿易銀を発行することとした。この「站人洋」と呼ばれた貿易銀は先に香港で発行された一圓銀貨および日本の一圓銀貨と同じ量目、品位でつくられた。
通貨の補助単位として1圓（ドル、Yuan、HKD）の1/10の10セントは「毫（Chiao）」、1/100の1セントは「仙（Hsien、Centの転）」と表記する。香港ドルは「港元」と表記される。「港圓」は過去の表記であるが、現在も使用し続けている。

## 日本
江戸時代の貨幣制度は金、銀、銭の三貨が併行流通するというものであり、それぞれの単位は「両、分、朱」、「貫、匁」、「文」であった。しかもそれぞれが変動相場で取引され、金貨は四進法と複雑なものであった。開国により通貨の国際化を迫られた幕府は慶應2年（1866年）の改税約書において国外から持ち込まれる金銀貨を日本の貨幣に改鋳することを請求できる自由造幣局の設立を確約した。
明治2年3月4日（1869年4月15日）、京都で開催された‌議事院上局会議において大隈重信は「親指と人差指の先で丸をつくると三歳の童児でもそれが貨幣を意味していることがわかる」と発言したとされ、このことが「圓」の名称は円形の新貨幣の形状に由来しているとの俗説を生んだとされるが、先の銀圓の由来からすれば単に俗説として切って捨てるべきものでもない。また『古事類苑』には「一両ヲ一圓…ト云フガ如キハ、徳川時代、漢字書生間ノ通語ナリキ」と記されているように、江戸時代後期には一部の知識人の間で両を圓と呼ぶ風習が普及していたという。新貨幣の通貨単位として「圓」が採用されることとなり、この日付は明治2年3月4日とされる。しかしその議決書には「…各国通行ノ制ニ則リ百銭ヲ以テ一元ト定メ…」と記されていた。
また圓は「Yen」と表記されるが、なぜ「En」でなかったかは定かでない。しかし「En」では「イン」と発音される恐れがある、「十円」を「Ten en」と表記すると「テネン」と発音される恐れがある、あるいは三文字とした方が安定感があるとの説がある。
明治2年7月12日（1869年8月19日）の高輪談判では日本政府は近代貨幣制度に移行することを確約した。明治3年11月12日（1871年1月2日）太政官裁定において、一圓銀貨を本位貨幣、金貨その他を補助貨幣とする案がまとめられたが、明治3年12月29日（1871年2月18日）、アメリカに出張中の伊藤博文は、「現在、世界の大勢は金本位に向かいつつあり」と伊達宗城大蔵卿に対し建言し、金本位制が採用されることとなった。
明治4年5月10日（1871年6月27日）には近代的な貨幣制度を定めた新貨条例が制定された。新貨条例において、新貨幣の呼称は圓を以て起票とし、一圓金を原貨と定め一圓金は1.5グラムの純金を含むことが規定された。通貨補助単位は圓の1/100が「錢（Sen）」、1/1000が「厘（Rin）」であった。また貿易取引専用に香港の一圓銀貨と同じ量目、品位の貿易一圓銀が発行された。すなわち新貨条例には2つの「圓」が規定され、当初貿易一圓銀100圓は金貨101圓に等価と定められた。旧一両は新貨幣一圓と等価に定められ、通貨単位の移行は比較的スムーズなものとなった。
明治30年（1897年）10月1日に施行された貨幣法では「純金ノ量目二分（0.2匁、0.75グラム）ヲ以テ価格ノ単位ト為シ之ヲ圓ト称ス」と金平価が半減することとなった。
第二次世界大戦の敗戦による戦後インフレーション対策として昭和21年（1946年）3月3日には新円切替が実施された。昭和21年（1946年）11月16日には国語審議会が常用漢字表を作成し、「圓」は新字体では「円」と表記されることとなり、硬貨では昭和23年（1948年）発行の一円硬貨および五円硬貨、日本銀行券では昭和25年（1950年）発行の千円紙幣より「円」の表記となった。中華圏では、「日圓」あるいは「日元」と表記される。

## 韓国
朝鮮半島においては1892年まで、常平通寶（葉銭）一文銭および折二銭（二文銭）、その他、五文、十文などの大型銭が流通していた。
開国492年（1883年）には近代的幣制を施行するため典圜局が設立され、旧来の1000文を一圜(Warn、Whan)に等価と定め、開国497年（1888年）から量目416グレーン、品位90%の一圜銀貨、およびその補助貨幣である1/5圜に相当する一兩銀貨(Yang)などの発行が始まった。
光武元年（1897年）、大韓帝国が成立し、光武6年（1902年）には1圜（원、Won） = 100銭(Chon)と通貨単位が改正された。この원は、朝鮮語で図形の円を表す文字である。光武9年（1905年）6月からは大阪造幣局において韓国の貨幣の製造を請負うこととなった。これらは日本の貨幣と量目、品位が同一で、図案も酷似していた。
1910年8月22日の日韓併合後、1911年1月に朝鮮総督は旧韓国貨幣条令に基づく貨幣は今後一切製造せず、将来は日本の貨幣法に基づく貨幣に統一することを申し合わせた。1918年4月1日に韓国において日本の貨幣法が施行された。
第二次世界大戦後1945年に朝鮮銀行は解体し、アメリカ統治下で大韓民国においては暫定的なウォンが発行され、1950年には韓国銀行が設立されて大韓民国ウォンが発行されるようになった。一方、朝鮮民主主義人民共和国ではソビエト連邦統治下で1947年12月6日に日本統治時代の通貨と置き換える形で朝鮮民主主義人民共和国ウォンが発行されるようになった。中華圏ではそれぞれ「韓圓（韓元）」、「朝鮮圓（朝鮮元）」と表記される。

## 中国
18世紀以降、清国では従来の銀錠に加えて、メキシコから流入したメキシコドルが流通し始めたが、1890年には広東造幣廠が設立され、メキシコドルとほぼ等しい量目七銭二分（26.86グラム）、品位90%の光緒元寶が発行されるようになった。これは中央政府が発行するものではなく、各省政府による発行であった。さらに、この七銭二分は日本の七匁二分に相当し、額面ではなく量目を表すものであった。しかしながら両替商らは持ち込まれる銀地金や他地域の銀錠の改鋳手数料により収入を得ていたため、このような計数銀貨の発行は両替商らの抵抗に遭うことになった。
中華民国元年（1912年）1月1日に、孫文により革命が断行され、中華民国が成立した。中華民国3年（1914年）からは袁世凱の肖像と壹圓の文字を刻んだ量目七銭二分（26.86グラム）、品位90%の銀幣が発行された。
中華民国22年（1933年）3月に国民政府は廃両改元を布告し、4月6日に秤量貨幣の通貨単位としての銀両は廃止され、銀元が導入された。上海に国民政府中央造幣廠が設立され、銀本位制を定めた銀本位幣鋳造条例に基づく、量目0.715両（26.67g）、品位88%の一元銀幣が発行された。これは表面に孫文の肖像を描くもので「孫文像幣」とも呼ばれた。通貨補助単位は圓の1/10が「角(Chiao)」、1/100が「分(Fen)」、1/1000が「文(Cash)」であった。
中華民国24年（1935年）11月4日、国民政府は幣制改革を断行し、銀本位制は廃止され管理通貨制度となり、法幣一元＝イギリス1シリング2.5ペンスの固定相場制となった。
日中戦争後、中華民国政府の中国国民党軍と中国共産党との間で国共内戦が起こった。この間に法幣が多量発行され激しいインフレーションとなった。中華民国38年（1949年）12月7日に国民政府は台湾へ移転し、中華民国37年（1948年）12月1日から中国共産党により設立されていた中国人民銀行が発行する人民元（Yuan、CNY）が中国本土に流通することとなった。通貨補助単位は元の1/10が「角（Jiao）」、1/100が「分（Fen）」となった。

## 台湾
台湾においても中国本土と同様にメキシコドルなど大型銀貨が流通していたが、1870年代以降は日本の一圓銀貨も流入し始め次第にシェアを拡大していき、刻印の打たれたものは「粗龍銀」、打たれていないものは「光龍銀」と呼ばれて流通していた。
しかし1897年に日本が金本位制を主軸とする貨幣法を施行してから一圓銀貨の製造は停止され、日本国内では1898年4月1日限りで廃貨となり、日清戦争以降日本の支配下にあったためこの一圓銀貨の廃止は台湾に多大な影響を与えるものであった。そこで暫定措置として1897年10月22日から、一圓銀貨に丸銀を打ったものを台湾に回送して公納および政府の支払いに用いることを認めた。しかし丸銀の刻印の有無により通用の可否が決まるということでは混乱を招くため、11月21日からは刻印の有無に拘わらず通用を認めた。
1898年7月30日には一圓銀貨は台湾総督の告示する時価において無制限通用となった。1901年からは旧来の一圓銀貨と全く同形式の台湾銀行券引換元圓銀が製造され台湾に回送されることとなった。しかし銀相場は不安定な動向であったため1911年4月1日に、台湾にも日本の貨幣法が施行された。
中華民国38年（1949年）6月15日から、国共内戦により台湾に逃れてきた中華民国政府により新台湾ドルが発行されることとなった。この通貨単位の表記は旧来からの「圓」が現在も引き継がれている。
通貨の補助単位として1圓（ドル、元、Yuan、NT/NTD）の1/10の10セントは「角（Chiao）」と表記する。

## 澳門
1513年にマカオにポルトガル人が到来して明との交易に乗り出し、マカオに居留地を確保した。香港がイギリスの植民地となったのに引き続き、1845年にポルトガルも「マカオ自由港」を宣言して、1849年にマカオを植民地化した。
マカオにおいてもメキシコドルを始めとする銀圓が広く流通していたが、1905年に大西洋銀行からマカオ・パタカが発行されることとなった。独自の貨幣は1952年より発行された。パタカはスペインペソ銀貨をアラブにおいてアブダカと呼んだことに由来する。1980年代より貨幣のデザインのポルトガル色は薄れていった。1952年発行の伍圓銀貨は15グラム、72%、壹圓銀貨は3グラム、72%の品位であったが、1971年発行のものは10グラム、65%と低下した。この「パタカ、Pataca」は「圓」のポルトガル語読みである。パタカの1/10の10アボスは「毫（Ho）」、1/100の1アボは「仙（Avo）」と表記され漢字表記は香港と同一である。
マカオ・パタカは香港ドルに対し固定相場制となっている。マカオ・パタカは「澳門圓（澳門幣）」と表記される。

## 海峡植民地
1826年よりマレー半島各地にイギリスの植民地が誕生し、海峡植民地と呼ばれて交易が始まり銀圓が流通するようになった。
1903年からイギリスは海峡植民地との交易専用に貿易銀を発行し、従来のイギリス貿易銀やメキシコドルの輸入が禁止された。1904年にはイギリス貿易銀やメキシコドルの通用が停止され、1906年には1ドル=2シリング4ペンスとイギリス本国通貨に対し固定相場制となった。表面はエドワードVII世の肖像、裏面はイギリス貿易銀と同じく「壹圓」、「ONE DOLLAR」およびマレー語で額面が表記され、製造地はインドのボンベイおよびカルカッタであった。通貨補助単位は圓(Dollar)の1/100が「セント(Cent)」であった。
1903年から発行されたものは416グレーン（26.957グラム）、品位90%であったが、銀相場の騰貴により1907年からは20.21グラム、品位90%と縮小し、1919年からは16.85グラム、品位50%と量目、品位共に低下し、1926年まで発行された。

## モンゴル語の「トゥグルク」
モンゴルや、満洲国など、モンゴル語を公用語とする国家では、「圓」(円)と同義の「トゥグルグ(Төгрөг, Tukhrik)」が貨幣単位として使用された。
モンゴルでは1911年の独立宣言以降も、中国製の円銀、中国・ロシア・ドイツ・イギリス製の銀両(1両=37.3g)、ロシア・ルーブル、米ドルなどが流通していた。人民革命党政権は1924年6月に「モンゴル商工業銀行」を設立、翌1925年2月、国家貨幣トゥグルク(1トゥグルク=純銀18g)の発行を決定、1tg、2tg、5tg、10tgの計600万トゥグルク分の紙幣をソビエト連邦に発注、同年12月9日より流通が開始された。1トゥグルク銀貨は40万枚発行され、量目19.9957g、で90%の銀品位であった。通貨補助単位は「トゥグルク(Tukhrik)」の1/100が「モンゴ(Mongo)」である。
翌年1927年1月1日を期して、すべての財政報告、予算、再出入をトゥグルクで算出する決定がなされ、1928年4月1日より、トゥグルクが国内流通する唯一の通貨と定められ、同月13日、トゥグルクの交換価値を強化すべく、金本位制が導入された。
貨幣はソビエト連邦のレニングラードで製造され、当初はモンゴル文字で表記されていたが、1941年のソ連民族主義否定政策によりロシアのキリル文字が公用語とされ、1946年からはモンゴルの貨幣もキリル文字表記となった。1989年のソビエト連邦崩壊後、1994年から貨幣の表面にモンゴル文字が復活し、裏面にはキリル文字が表記されるようになった。
満洲国では、貨幣単位として「圓」が採用されたが、紙幣上には「圓」表示とともにモンゴル文字により「トゥグルク」も表記されている。

## 満洲
大同元年（1932年）、満洲国建国宣言の3ヵ月後の6月11日に満洲国貨幣法が施行され、「純銀ノ量目23.91グラムヲ以テ貨幣ノ単位ト為シ之ヲ圓ト称ス」と通貨単位として「圓（Yuan）」が規定された。当初は形式上、旧来の中国の幣制に倣った銀本位制であったが、康徳2年（1935年）から中華民国政府は不換紙幣である法幣を発行し、満洲国圓は同年11月から金本位制に基づく日本の通貨に対し固定相場制として等価に定められた。ただし満洲中央銀行が発行した紙幣（満洲中央銀行券）は不換紙幣であり、当時兌換が停止された日本の通貨と同様、金本位制は名目上のものであった。
通貨補助単位は圓の1/10が「角（Chiao）」、1/100が「分（Fen）」、1/1000が「釐（Li）」であった。満洲に入植した当時の日本人は圓を「エン」と呼んだ。1945年8月、第二次世界大戦の日本の敗戦により満洲国は崩壊し、1948年には約120億圓の満洲中央銀行券が回収された。